# Haplothrix blairi
Haplothrix blairi är en skalbaggsart som beskrevs av Stefan von Breuning 1935. Haplothrix blairi ingår i släktet Haplothrix och familjen långhorningar.
Artens utbredningsområde är Burma. Inga underarter finns listade i Catalogue of Life.